# Acadèmia de Belles Arts de l'Institut de França
L'Acadèmia de Belles Arts (Académie des beaux-arts, originalment i en francès) és una institució que es va crear el 1816 sota els auspicis de l'Institut de France, resultat d'un procés de fusió de tres acadèmies prèvies, l'Académie royale de peinture et de sculpture (1648), de l'Académie de musique (1669) i de l'Académie royale d'architecture (1671).

## Història
L'Acadèmia de Belles Arts va ser creada per l'Ordenança de 21 de març de 1816, que disposava la reagrupació de les antigues acadèmies reials en una sola institució:
- Académie royale de peinture et de sculpture (Acadèmia de Pintura i Escultura, fundada el 1648)
- Académie royale de musique (Acadèmia de Música, fundada el 1669)
- Académie royale d'architecture (Acadèmia d'Arquitectura, fundada el 1671)

Després de la supressió de les antigues acadèmies, en el si de l'Institut de França es van crear tres classes, una de les quals la de «Literatura i belles arts», que tenia al seu torn amb vuit seccions (gramàtica, llengües antigues, poesia, antiguitats i monuments, pintura, escultura, arquitectura, i música i declamació). La detenció de cònsols del 3 de brumari de l'any XI (1803) va dividir aquesta classe en tres noves classes, sent una d'elles la de belles arts. És el que constitueix la base de la nova Acadèmia de 1816.

## Context
El país que va revolucionar el destí de les acadèmies va ser França, on el primer model acadèmic va ser l'Acadèmia de Sant Lluc, de París, creada el 1648, germen de la que es va refundar, sota la inspiració política del ministre de Lluís XIV, Colbert, i del Superintendent per a les arts, el pintor Lebrun, el 1663. El reglament d'aquesta nova Acadèmia Reial especificava que els artistes havien de reunir-se en una assemblea general el primer dissabte de juliol i que, amb aquest motiu, havien d'aportar "algun fragment de la seva obra que servís per a decorar el lloc de l'Acadèmia durant només alguns dies, i més endavant podien enretirar-lo, si així ho creien convenient". Colbert va especificar que aquesta celebració es faria amb caràcter biennal i que duraria una setmana, coincidint amb la Setmana Santa, en el mes d'abril. La primera assemblea va tenir lloc el 23 d'abril de 1667.
La importància del model estatalitzat de l'Acadèmia Reial era a causa no només del seu poder centralitzador, sinó de la campanya de creació del "gust francès" o "gran gust", que implicava uns determinats ideals artístics i també un ús conscient i sistemàtic de l'art com a propaganda de poder polític. En aquest context s'entén la rellevància estratègica que van adquirir les exposicions públiques i la seva ubicació en llocs emblemàtics. Amb l'Acadèmia Reial francesa, l'art havia deixat de ser un assumpte privat per a esdevenir un fenomen de projecció pública.
Els artistes acadèmics es veien condicionats a l'hora de decidir els seus temes i models pel pes del llegat de la vella noció aristocràtica que determinava què era digne de ser pintat i, a més, com s'havia de pintar. I això va quedar definitivament consolidat amb l'acceptació d'una estructura jeràrquica per als diferents gèneres artístics.
Aquesta jerarquització dels temes era paral·lela amb una altra que es referia a l'habilitat de l'artista: s'havia de tenir més cura del dibuix i de l'acabat si el tema era elevat; s'acceptava que, en obres dels gèneres més baixos, algunes zones quedessin esbossades. Implicava també l'elecció de la dimensió i de l'escala de l'obra: una pintura important era una pintura feta a gran escala. Hi havia un determinat nombre de temes –la violència, el crim, els vicis– que no es podien representar, tret que fos dins d'un context on podien ser acceptables, com el de la mitologia.
Els pintors que treballaven per a la noblesa volien afirmar la seva situació social i la seva reputació. Els acadèmics es consideraven a ells mateixos com intel·lectuals, una situació que els posava al mateix nivell que els seus patrons. Això explica la insistència de l'Acadèmia en l'estudi de la Bíblia i dels clàssics, en la pintura d'història i, també, en el dibuix, que, paradoxalment, es considerava una activitat de caràcter menys manual que la pintura, i per dues raons:
- Es creia que el dibuix deixava que es manifestés més lliurement el talent intel·lectual de l'artista.
- Es vinculava amb el concepte de dessin, concepte de gran importància. Es deia que el que conferia als artistes la condició d'intel·lectuals era la seva habilitat per a compondre un quadre, per a distribuir damunt la superfície de la tela cadascun dels elements de la pintura segons la importància que tingués cadascun d'ells de tal manera que, al mateix temps, resultés evident el sentit del conjunt. Aquesta composició s'anava perfilant a partir de dibuixos preparatoris i esbossos, quasi sempre més petits i amb un grau d'acabat menor.[1]

D'acord amb la seva vocació de ser una institució intel·lectual, l'Acadèmia fomentava la creació d'un art erudit que suposava un pregon coneixement del que és clàssic i l'assimilació d'un corpus teòric d'escrits sobre art, on es tractaven qüestions relatives tant a la manera adient de narrar una història com a qüestions pròpies de l'estètica classicista com l'ordre, la claredat, l'harmonia, el que és edificant, bell, conceptes centrals dins de la tradició grecoromana.

## Organització
En virtut de la Llei del programa per a la recerca del 2006, l'Acadèmia de Belles Arts és una entitat moral de dret públic amb un estatut particular.
L'Acadèmia de Belles Arts concedeix diversos premis, uns per concurs (Grand Prix d'Architecture, Prix de Dessin Pierre David-Weill, Prix de Photographie, Grand Prix d'Orgue Jean-Louis Florentz, prix littéraires, Concours d'admission à la Casa de Velazquez) i altres que són guardons que premien una obra o trajectòria, com:
- Prix de chant choral Liliane Bettencourt
- Prix Pierre Cardin
- Nahed Ojjeh Prize
- Prix François-Victor Noury
- Prix de musique de la Fondation Simone et Cino Del Duca
- Prix de peinture ou de sculpture de la Fondation Simone et Cino Del Duca.

Actualment, l'Acadèmia compta amb 57 membres titulars, als quals s'afegeixen 16 associats estrangers i 55 corresponsals francesos o estrangers. L'Acadèmia es divideix en vuit seccions: 
- I: Pintura
- II: Escultura
- III: Arquitectura
- IV: Gravat
- V: Composició musical
- VI: Membres lliures
- VII: Creacions artístiques en el cinema i el sector audiovisual (secció creada el 1985)
- VIII: Fotografia (secció creada el 2005)

## Membres actuals
| Secció | Fauteuil            | Membre                      | Data |
| --- | ------------------- | --------------------------- | ---- |
| I: Pintura Els fauteils 1 i 12 han sigut transferits a la secció VII. Els fauteils 3 i 14 han sigut suprimits. |                     |                             |      |
| 2 | Pierre Carron       | 1990                        |      |
| 4 | Jean Cortot         | 2001                        |      |
| 5 | Vacant              | 2000                        |      |
| 6 | Georges Mathieu     | 1975                        |      |
| 7 | Vladimir Velickovic | 2005                        |      |
| 8 | Guy de Rougemont    | 1997                        |      |
| 9 | Chu Teh-Chun        | 1997                        |      |
| 10 | Zao Wou-Ki          | 2002                        |      |
| 11 | Arnaud d'Hauterives | 1984                        |      |
| 13 | Yves Millecamps     | 2001                        |      |
| II: Escultura El fauteil 4 ha sigut transferit a la secció VII.                                                | 1                   | Jean Cardot                 | 1983 |
| II: Escultura El fauteil 4 ha sigut transferit a la secció VII.                                                | 2                   | Claude Abeille              | 1992 |
| II: Escultura El fauteil 4 ha sigut transferit a la secció VII.                                                | 3                   | Vacant                      | 2006 |
| II: Escultura El fauteil 4 ha sigut transferit a la secció VII.                                                | 5                   | Eugène Dodeigne             | 1999 |
| II: Escultura El fauteil 4 ha sigut transferit a la secció VII.                                                | 6                   | Gérard Lanvin (sculpteur)   | 1990 |
| II: Escultura El fauteil 4 ha sigut transferit a la secció VII.                                                | 7                   | Albert Féraud               | 1989 |
| II: Escultura El fauteil 4 ha sigut transferit a la secció VII.                                                | 8                   | Antoine Poncet              | 1993 |
| II: Escultura El fauteil 4 ha sigut transferit a la secció VII.                                                | 9                   | Vacant                      | 1998 |
| III: Arquitectura El fauteil 8 ha sigut transferit a la secció VII.                                            | 1                   | Vacant                      | 2004 |
| III: Arquitectura El fauteil 8 ha sigut transferit a la secció VII.                                            | 2                   | Michel Folliasson           | 1998 |
| III: Arquitectura El fauteil 8 ha sigut transferit a la secció VII.                                            | 3                   | Vacant                      | 2002 |
| III: Arquitectura El fauteil 8 ha sigut transferit a la secció VII.                                            | 4                   | Roger Taillibert            | 1983 |
| III: Arquitectura El fauteil 8 ha sigut transferit a la secció VII.                                            | 5                   | Claude Parent               | 2005 |
| III: Arquitectura El fauteil 8 ha sigut transferit a la secció VII.                                            | 6                   | Marc Saltet                 | 1972 |
| III: Arquitectura El fauteil 8 ha sigut transferit a la secció VII.                                            | 7                   | Christian Langlois          | 1977 |
| III: Arquitectura El fauteil 8 ha sigut transferit a la secció VII.                                            | 9                   | Paul Andreu                 | 1996 |
| III: Arquitectura El fauteil 8 ha sigut transferit a la secció VII.                                            | 10                  | Yves Boiret                 | 2002 |
| IV: Gravat | 1                   | Jean-Marie Granier          | 1991 |
| IV: Gravat | 2                   | Pierre-Yves Trémois         | 1978 |
| IV: Gravat | 3                   | Louis-René Berge            | 2005 |
| IV: Gravat | 4                   | René Quillivic              | 1994 |
| V: Composició musical                                                                                          | 1                   | Laurent Petitgirard         | 2000 |
| V: Composició musical                                                                                          | 2                   | Jean Prodromidès            | 1990 |
| V: Composició musical                                                                                          | 3                   | Vacant                      | 2004 |
| V: Composició musical                                                                                          | 4                   | Serge Nigg                  | 1989 |
| V: Composició musical                                                                                          | 5                   | François-Bernard Mâche      | 2002 |
| V: Composició musical                                                                                          | 6                   | Édith Canat de Chizy        | 2005 |
| V: Composició musical                                                                                          | 7                   | Charles Chaynes             | 2005 |
| V: Composició musical                                                                                          | 8                   | Jacques Taddei              | 2001 |
| VI: Membres libres El fauteil 9 ha sigut transferit a la secció VII. El 2 i 12 han sigut suprimits.            | 1                   | Marcel Marceau              | 1991 |
| VI: Membres libres El fauteil 9 ha sigut transferit a la secció VII. El 2 i 12 han sigut suprimits.            | 3                   | Hugues Gall                 | 2002 |
| VI: Membres libres El fauteil 9 ha sigut transferit a la secció VII. El 2 i 12 han sigut suprimits.            | 4                   | Maurice Béjart              | 1994 |
| VI: Membres libres El fauteil 9 ha sigut transferit a la secció VII. El 2 i 12 han sigut suprimits.            | 5                   | Michel David-Weill          | 1982 |
| VI: Membres libres El fauteil 9 ha sigut transferit a la secció VII. El 2 i 12 han sigut suprimits.            | 6                   | Marc Ladreit de Lacharrière | 2005 |
| VI: Membres libres El fauteil 9 ha sigut transferit a la secció VII. El 2 i 12 han sigut suprimits.            | 7                   | Pierre Dehaye               | 1975 |
| VI: Membres libres El fauteil 9 ha sigut transferit a la secció VII. El 2 i 12 han sigut suprimits.            | 8                   | Pierre Cardin               | 1992 |
| VI: Membres libres El fauteil 9 ha sigut transferit a la secció VII. El 2 i 12 han sigut suprimits.            | 10                  | Henri Loyrette              | 1997 |
| VI: Membres libres El fauteil 9 ha sigut transferit a la secció VII. El 2 i 12 han sigut suprimits.            | 11                  | André Bettencourt           | 1986 |
| VI: Membres libres El fauteil 9 ha sigut transferit a la secció VII. El 2 i 12 han sigut suprimits.            | 13                  | François-Bernard Michel     | 2000 |
| VII: Creacions artístiqus al cinema i audiovisual                                                              | 1                   | Vacant                      | 2002 |
| VII: Creacions artístiqus al cinema i audiovisual                                                              | 2                   | Roman Polanski              | 1998 |
| VII: Creacions artístiqus al cinema i audiovisual                                                              | 3                   | Vacant                      | 2006 |
| VII: Creacions artístiqus al cinema i audiovisual                                                              | 4                   | Pierre Schoendoerffer       | 1988 |
| VII: Creacions artístiqus al cinema i audiovisual                                                              | 5                   | Vacant                      | 2006 |
| VII: Creacions artístiqus al cinema i audiovisual                                                              | 6                   | Jeanne Moreau               | 2000 |
| VIII: Fotografia                                                                                               | 1                   | Lucien Clergue              | 2006 |
| VIII: Fotografia                                                                                               | 2                   | Yann Arthus-Bertrand        | 2006 |